# Малявин, Николай Пименович
Николай Пименович Малявин (16.11.1905, Липецкая область — 15.02.1986) — командир отделения связи батареи 76-миллиметровых орудий 174-го гвардейского стрелкового полка 57-й гвардейской стрелковой дивизии 8-й гвардейской армии 1-го Белорусского фронта, гвардии сержант — на момент представления к награждению орденом Славы 1-й степени.

## Биография
Родился 16 ноября 1905 года в селе Ольховец Лебедянского уезда Тамбовской губернии (ныне Елецкого района Липецкой области). Окончил 4 класса. Работал на чугунно-литейном заводе в городе Елец.
В Красной Армии с 1941 года. Участник Великой Отечественной войны с июня 1941 года. Сражался на 3-м Украинском и 1-м Белорусском фронтах. Принимал участие в освобождении Украины, Молдавии, в боях на территории Германии.
Командир отделения связи батареи 76-миллиметровых орудий 174-го гвардейского стрелкового полка гвардии сержант Николай Малявин в боях 10 февраля 1944 года у города Апостолово Днепропетровской области Украины при устранении повреждения на линии связи был контужен, но восстановил связь. Приказом по 57-й гвардейской стрелковой дивизии от 16 февраля 1944 года за мужество и отвагу, проявленные в боях, гвардии сержант Малявин Николай Пименович награждён орденом Славы 3-й степени.
11-17 мая 1944 года южнее города Бендеры под огнём противника гвардии сержант Николай Малявин сумел обеспечить бесперебойную связь. При отражении контратаки уничтожил свыше десяти солдат противника, вынес с поля боя раненого офицера. Приказом по 8-й гвардейской армии от 12 июня 1944 года за мужество и отвагу, проявленные в боях, гвардии сержант Малявин Николай Пименович награждён орденом Славы 2-й степени.
18-19 апреля 1945 года юго-западнее города Зелов в сложных условиях устранил двадцать порывов на линиях связи, чем обеспечил непрерывное управление боевыми действиями, обнаружил несколько огневых точек противника, которые затем были уничтожены. Участвуя в отражении контратак, истребил около десяти солдат, а одного взял в плен. Указом Президиума Верховного Совета СССР от 15 мая 1946 года за образцовое выполнение заданий командования в боях с немецко-вражескими захватчиками гвардии сержант Малявин Николай Пименович награждён орденом Славы 1-й степени, став полным кавалером ордена Славы.
В 1945 году демобилизован из Вооруженных Сил СССР. Возвратился в родное село. Работал на газокомпрессорной станции в городе Елец. Скончался 15 февраля 1986 года.
Награждён орденом Отечественной войны 1-й степени, орденами Славы 1-й, 2-й и 3-й степени, медалями.